# Bernardo Davanzati
Bernardo Davanzati Bostichi fue un economista italiano nacido el 31 de agosto de 1529 en Florencia y muerto en la misma ciudad el 29 de marzo de 1606. Ejerció el comercio en la Italia meridional y en Lyon. Vuelto a su patria, desempeñó en ella cargos públicos y se dedica a realizar estudios económicos; al mismo tiempo, cultivaba apasionadamente la literatura. Perteneció a la "Accademia degli Alterati", y a partir de 1591 participa activamente en la labor de la entidad académica de la Crusca. Su obra más conocida es la traducción de los Anales de Tácito, en la que logró alcanzar la concisión que admiraba en el célebre historiador. Es también notable su compendio de la Vera et sincera historia schismatis anglicani del jesuita inglés Nicolás Sanders. La importancia de D. en el ámbito económico aparece demostrada por la Notizia de' cambi (1587) y la Lezione della moneta (1587).